# Frideczky Katalin
Frideczky Katalin (Budapest, 1950. július 11. –) zongoraművész, zenepedagógus, írónő.

## Élete
1964-től a Bartók Béla Zeneművészeti Szakközépiskolában Fischer Magda  és Hambalkó Edit növendéke volt. 1969-től 1974-ig a Zeneakadémia zongora szakán Hernádi Lajos volt a mestere. A végzés után két évet töltött a leningrádi Rimszkij-Korszakovról elnevezett konzervatóriumban. Itt ismerte meg későbbi férjét, Togobickij Viktor zeneszerzőt, akivel 1977-ben kötött házasságot.
Már akadémiai tanulmányai idején, az 1972–73-as tanévben oktatott a budapesti Bajza utcai ének-zene tagozatos általános iskolában. 1976 és ′81 között a szegedi Tömörkény István Gimnázium Zeneművészeti Szakközépiskolájában tanított. 1983-tól a budapesti Bartók Béla Konzervatóriumban dolgozik zenetanárként, korrepetitorként. Emellett rendszeresen koncertezik partnerével, Büki Mátyás hegedűművésszel. Repertoárjuk felöleli a hegedű–zongora irodalom széles skáláját, így a jelen zenéjét is.
2009 óta irodalmi műveit is publikálja. Novelláit folyamatosan közlik különböző folyóiratok, és megjelentek antológiákban is. Tagja a Szépírók Társaságának.

## Könyvei
- Jolán gyereket vár (2010, novellák)
- Salto vitale (2011, novellák)
- Álomszőttes (2013, regény)
- Álomszőttes. Törmelékregény; Ad Librum, Budapest, 2013
- Fehér árnyék; Concord Media Jelen, Arad, 2016 (Irodalmi jelen könyvek)
- A kör bezárul. Válogatott novellák; Croatica, Budapest, 2019